# En-délit tám

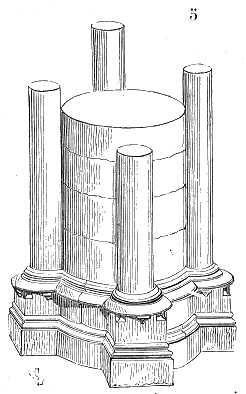
En-délit támos pillér rajza Viollet-le-Duc építészeti szótárából

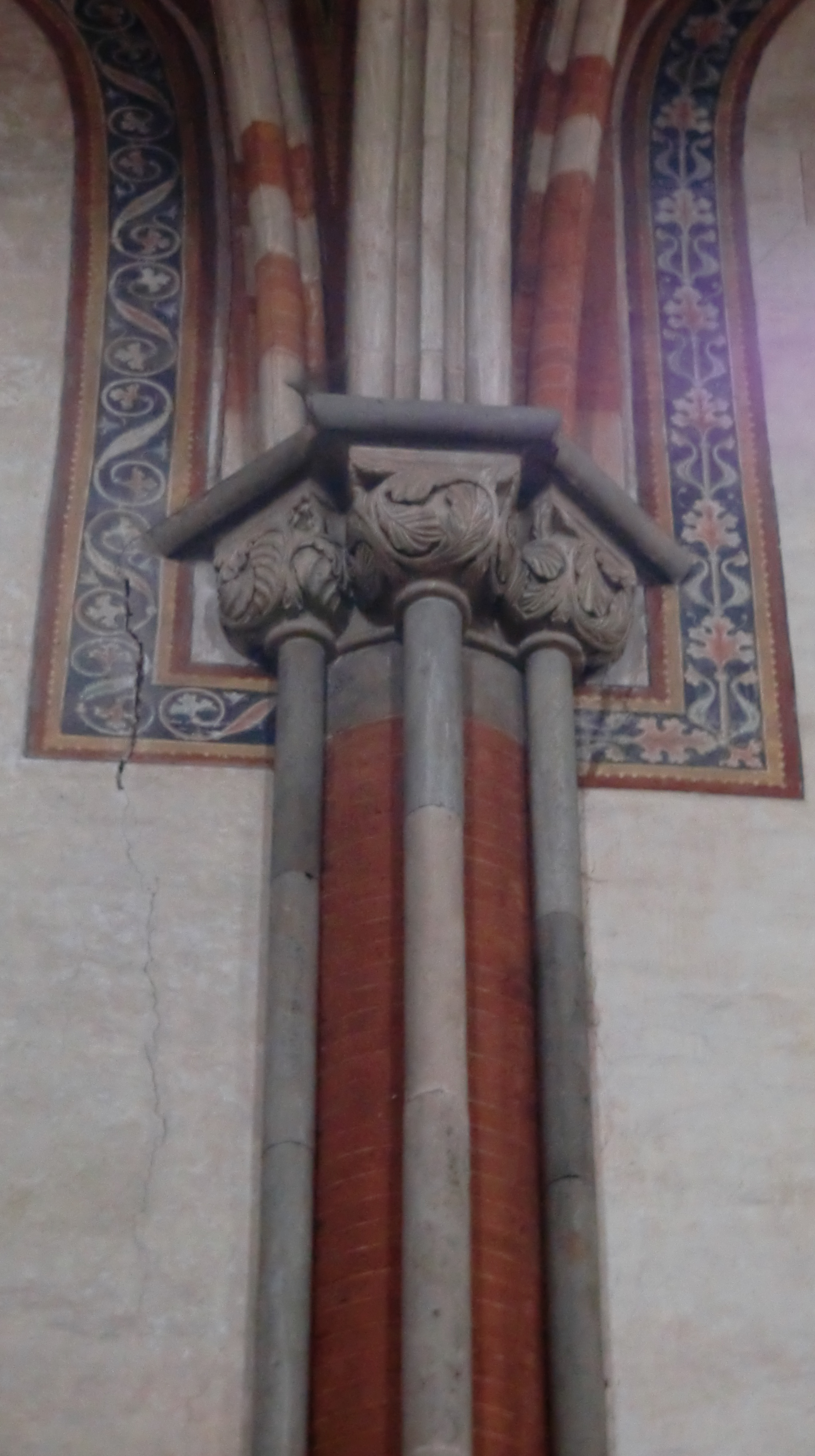
Vercelli, Sant Andrea prépostsági templom. En-délit támos falpillér

Fût en-délit (fr.) / detached shaft (ang.) – A francia en-délit szó jelentése: a rétegzettségével  ellentétesen. A kifejezés a kőanyag kifejtésének és beépítésének módjára utal; vagyis az építőanyagot a szokásostól eltérően nem az üledékképződés során kialakult természetes rétegzettség mentén, hanem azzal ellentétesen, a rétegeket átvágva fejtik ki és ennek megfelelően építik be. Mindez karcsú, magas, monolit támok megjelenését teszi lehetővé, amelyekből mégis nagy szilárdságú szerkezetek építhetők. En-délit támok önállóan, csoportba rendezve vagy pillérbővítményként is felállíthatók. Az en-délit támokkal övezett pillérnél a pillérmag elé állított, és attól független oszloptörzsek külön kőből faragottak. A pillérmag szokásos magasságú kőrétegekből épül fel, míg a támok akár több méteres monolitok is lehetnek. Az oszloptörzseket csak a maggal egybefaragott lábazat és fejezetzóna kapcsolja a pillérhez. Ha több elemből állnak, úgy egy vagy több közbülső osztógyűrű is segítheti a kapcsolódást. A szerkezet kora gótikus eredetű, amely az érett gótika idején is továbbél. A 12. század utolsó harmadának legfontosabb francia és angol példáit Jean Bony gyűjtötte össze. A pillérforma nagyszabású, korai megjelenése a laoni székesegyház hosszházának keleti részén, vagy a párizsi Notre Dame mellékhajói között mutatható ki, mindkét helyen támváltás részeként. Az en-délit technika magában foglalja a lehetőséget, hogy a pillérmagot és a bővítményt anyagában is megkülönböztessék, melyhez rendszerint erős színkontrasztú, nemes kőfajtákat alkalmaztak. Úgy látszik azonban, hogy ezzel a lehetőséggel a gótika francia törzsterületén nem éltek. Canterburyben a monolit oszloptörzseket a fekete Purbeck marble-ból készítették, és az érseki székesegyház példáját kiterjedt hatás követte Angliában. Közép-Európában jellemzően vörösmárványt alkalmaztak. Az észak-itáliai Vercelli San Andrea prépostsági templomában a főhajófalon felfutó hengeres pillérrésznél és a főszentély hengeres falpilléreinél a vörösmárványt a tégla vöröse pótolja.